# Cremnothamnus thomsonii
Cremnothamnus thomsonii là một loài thực vật có hoa trong họ Cúc. Loài này được (F.Muell.) Puttock mô tả khoa học đầu tiên năm 1994.